# Massimo Coglitore

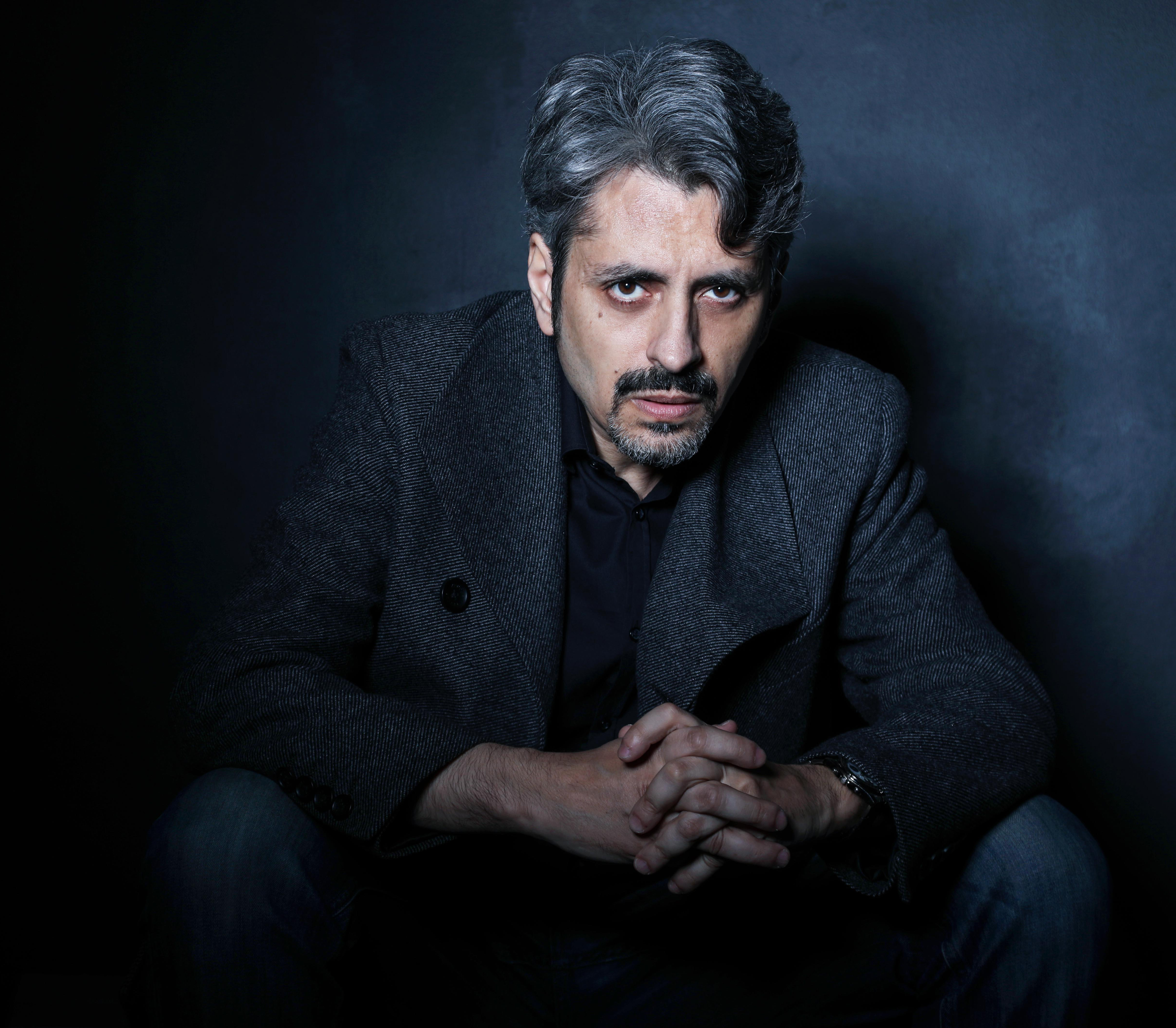
Massimo Coglitore

Massimo Coglitore (Messina, 24 marzo 1970) è un regista italiano.

## Biografia
Dopo diversi corti amatoriali nel 1998 realizza il suo primo cortometraggio in 35mm, Uomo di carta, scritto con Nicola Calì, interpretato da Fabrizia Sacchi ed Helene Nardini. Nel 2002 arriva il suo secondo cortometraggio in 35mm, Deadline, con Guido Caprino e Karina Arutyunyan, in concorso in 145 festival e vincitore di 65 premi in vari festival nazionali e internazionali, tra cui il Torino Film Festival, il Los Angeles Short Festival, il Manhattan Short Festival e il New York Horror Festival. 
Nel 2008 dirige per Rai Due il film tv Noi due, ispirata al romanzo di Enrico Brizzi Jack Frusciante è uscito dal gruppo, con Federico Costantini, Claudio Bigagli e Giulia Steigerwalt, presentato in concorso internazionale alla prima edizione del Roma Fiction Fest 2007, al Telegrolle 2008 a Saint-Vincent. 
Nel 2015 firma la regia del suo primo lungometraggio The Elevator, thriller psicologico, in lingua inglese, con un cast internazionale James Parks, Caroline Goodall e Burt Young. Il film è stato distribuito nelle sale italiane nel giugno 2019 e adesso è presente su varie piattaforme. 
Nel corso della sua carriera ha diretto diversi spot pubblicitari, ha tenuto vari laboratori di cinema ed alcune masterclass.

## Filmografia

### Cortometraggi
- Uomo di carta (1998)
- Deadline (2002)
- Il conto (2025)

### Televisione
- Noi due (2008)

### Lungometraggi
- The Elevator (2015)